# Isaac Barré
Isaac Barré (6 novembre 1726 - 20 juillet 1802) est un soldat et homme politique irlandais. Il se distingue au sein de l'armée britannique au cours de la guerre de Sept Ans et devient plus tard un membre éminent du Parlement, dans lequel il est un partisan ardent de William Pitt l'Ancien. Il est connu pour avoir inventé le terme "Fils de la Liberté" pour désigner les colons américains opposés à la politique du gouvernement britannique.

## Jeunesse
Il est né à Dublin le 6 novembre 1726, fils de Marie Madelaine (Raboteau) Barré et de Peter Barré, huguenots qui se sont réfugiés en Irlande. Peter Barré est marchand de lin et est haut-shérif de la ville de Dublin. Isaac Barré fait ses études au Trinity College et obtient son diplôme en 1745 . Ses parents espéraient qu'il étudierait le droit et David Garrick pensait qu'il avait un potentiel en tant qu'acteur. Il propose de l'embaucher et de le former, mais Barré décide de se lancer dans une carrière militaire et entre dans l'armée britannique en 1746 .

## Carrière militaire
Il rejoint le 32e régiment d'infanterie en tant qu'enseigne en 1746 . Le régiment est basé en Flandre pendant la guerre de Succession d'Autriche. Barré acquiert sa première expérience militaire avant la fin du conflit en 1748 . Il continue à servir et est promu lieutenant en 1755 et capitaine en 1756. Pendant la guerre franco-indienne, il sert avec son patron, James Wolfe lors de l'expédition de Rochefort en 1757, lors de sa première rencontre avec Lord Shelburne, puis au Canada où il est nommé Adjudant-général, combattant à Louisbourg (1758) et à la Bataille des Plaines d'Abraham (1759) . En 1759, il est promu au grade de major, mais seulement pendant son service en Amérique. Dans l'expédition de Québec, au cours de laquelle Wolfe est tué, Barré est grièvement blessé par une balle dans la joue et perd l'usage de son œil droit . Il fait partie du groupe rassemblé autour de Wolfe mourant, qui est immortalisé dans le tableau de Benjamin West» La Mort du général Wolfe .
De retour en Angleterre en septembre 1760, malgré de nombreuses années de service remarquable, Barré se voit refuser une promotion par William Pitt l'ancien  et se tourne vers Shelburne pour obtenir de l'aide. Après une visite des domaines irlandais de Shelburne, il est promu lieutenant-colonel du 106e régiment d'infanterie et, en 1763, il est nommé aux fonctions lucratives d'adjudant général de l'armée britannique et de gouverneur de Stirling Castle .

## Carrière politique
Shelburne présente Barré à Lord Bute et le présente au parlement pour son arrondissement de Chipping Wycombe (1761-1774)  après l'avoir choisi comme "bravo" pour combattre Pitt . En 1774, il passe à la circonscription de Calne, poste qu'il occupe jusqu'en 1790. Un des rares soldats autodidactes au parlement, Barré devient l'un des principaux partisans de Shelburne à la Chambre des communes. Dans son premier discours politique, il attaque avec véhémence le ministre de la Guerre absent, William Pitt l'Ancien, reprenant cet assaut le lendemain en présence de Pitt. Cela fait sensation et donne le ton d'une longue et colorée carrière parlementaire au cours de laquelle il acquiert une redoutable réputation d'orateur. Cependant, il devient finalement un partisan dévoué de Pitt.
Adversaire vigoureux de l'imposition de l'Amérique, Barré affiche sa maîtrise de l'invective au service de la cause américaine, et le nom « Fils de la Liberté », qu'il a donné aux colons dans un de ses discours, devient une désignation commune des organisations américaines dirigées contre le Stamp Act, ainsi que des clubs patriotiques ultérieurs. De 1766 à 1768, Barré est vice-trésorier de l'Irlande. Sa nomination en 1782 au poste de trésorier de la marine, qui rapporte une pension de 3 200 £ par an à une époque où le gouvernement prône apparemment la rigueur, suscite un grand mécontentement. William Pitt le Jeune répond que cette pension compense le renvoi de Barré de ses fonctions militaires en 1763; il a ensuite nommé Barré au poste encore plus lucratif de Paymaster General des forces, responsable de la totalité de la masse salariale de l'armée anglaise, qu'il occupe d'août 1782 à avril 1783. En 1784, Barré renonce à sa pension en échange d'une nomination à la sinécure du greffier des Pells. Responsable de la tenue nominative des registres de tous les revenus et paiements de l’Echiquier, le greffier des Pells est rémunéré selon un système de pourcentage, ce qui permet à Barré d’accumuler une fortune considérable .
La connaissance que Barré a de l'Amérique du Nord (il est l'un des rares hommes politiques à entretenir des liens d'amitié avec les classes marchandes américaines) en fait un champion des colons, qu'il a surnommés "Sons of Liberty", tout en s'opposant au projet de loi sur le timbre, qui est néanmoins adopté 6 février 1765. Dans la crise du timbre, Barré plaide non seulement en faveur de l'abrogation, mais suit également Pitt dans son opposition à la taxation, tel qu'il est énoncé dans la Declaratory Act.
Horace Walpole décrit Barré comme "un noir [, ses cheveux étaient noirs], un homme robuste, d'une figure militaire, plutôt favorisé que jamais, jeune, avec une distorsion particulière sur un côté de son visage, qui semblait être une balle logée vaguement dans sa joue et qui a jeté un regard sauvage à un œil ". 
Barré devient aveugle en 1783 et manque plusieurs sessions du Parlement . Il reprend ensuite son siège, mais n'est pas aussi efficace qu'il l'a été auparavant  et prend sa retraite en 1790 .

## Mort et enterrement
Barré meurt le 20 juillet 1802 chez lui, rue Stanhope, dans le quartier de Mayfair à Londres . Il est enterré au cimetière St. Mary à East Raynham .
La légataire désignée de Barré est Anne Townshend, la marquise Townshend, qu'il a connue avant son mariage avec George Townshend, 1er marquis Townshend . Elle reçoit environ 24 000 £ (équivalent à environ 2,3 millions de £ en 2018, ou 3,2 millions de dollars) .
La ville de Barre, dans le Massachusetts, porte son nom, de même que la ville de Wilkes-Barre, en Pennsylvanie . Il existe également deux villes nommées pour Barré dans le Vermont ( Barre City et Barre Town ) , ainsi que les villes de Barre, New York et Barre, Wisconsin . En outre, il existe un monument à la mémoire de Barré à New York  et de nombreuses villes de l'est des États-Unis lui ont attribué des rues .